# Жонатан Зонго
Жонатан Санді Зонго (фр. Jonathan Sundy Zongo: нар. 16 квітня 1989, Уагадугу) — буркінійський футболіст, півзахисник, нападник національної збірної Буркіна-Фасо та іспанського клубу «Альмерія».

## Клубна кар'єра
У дорослому футболі дебютував 2009 року виступами за команду клубу «Уагадугу».
Своєю грою за цю команду привернув увагу представників тренерського штабу клубу «Альмерія», до складу якого приєднався 2010 року. Протягом наступних трьох років грав за дублерів клубу з Альмерії.
До складу основної команди іспанського клубу залучається з 2011 року.

## Виступи за збірну
2013 року дебютував в офіційних матчах у складі національної збірної Буркіна-Фасо. Наразі провів у формі головної команди країни 23 матчі, забивши 4 голи.
У складі збірної був учасником Кубка африканських націй 2015 року в Екваторіальній Гвінеї, Кубка африканських націй 2017 року у Габоні.

## Титули і досягнення
- Бронзовий призер Кубка африканських націй: 2017